# 연수동 (인천)
연수동(延壽洞)은 대한민국 인천광역시 연수구에 있는 법정동이다. 동명은 문학산 남쪽에 위치하여 따뜻하며 해안의 공기가 좋아 건강에 좋은 곳이란 뜻에서 유래하였다. 본래 농·어업 촌락 지대였으나, 1990년대 초의 연수택지지구 개발로 인하여 현재와 같은 모습을 갖추게 되었다. 행정동 연수1동, 연수2동, 연수3동이 연수동 일원을 관할한다.

## 연혁
본래 인천부 먼우금면 소속의 함박마을과 망해리 지역으로, 1914년에 부천군 문학면에 편입되었다. 1940년 인천부에 편입되어 연수정으로 개칭하였고, 1946년 연수동으로 개칭하였다. 이후 청학동과 함께 행정동 연수·청학동이 되었다가 1977년 5월 10일 연수·청학동에서 연수동으로 개칭하였으며, 1994년 연수1, 2동, 청학동으로 분동되었다. 1995년 3월 1일 남구에서 연수구가 분구될 때 연수구에 편입되었다.

## 아파트
| 단지명        | 건설사         | 시행사                  | 주소                | 입주        | 비고 |
| ------------- | -------------- | ----------------------- | ------------------- | ----------- | ---- |
| 연수 솔밭마을 | ㈜한보철강공업 | 인천직할시 종합건설본부 | 연수구 원인재로 232 | 1993년 5월  |      |
| 연수 문남마을 | 풍창건설㈜     | 인천직할시 종합건설본부 | 연수구 함박뫼로 100 | 1994년 12월 |      |

## 사진

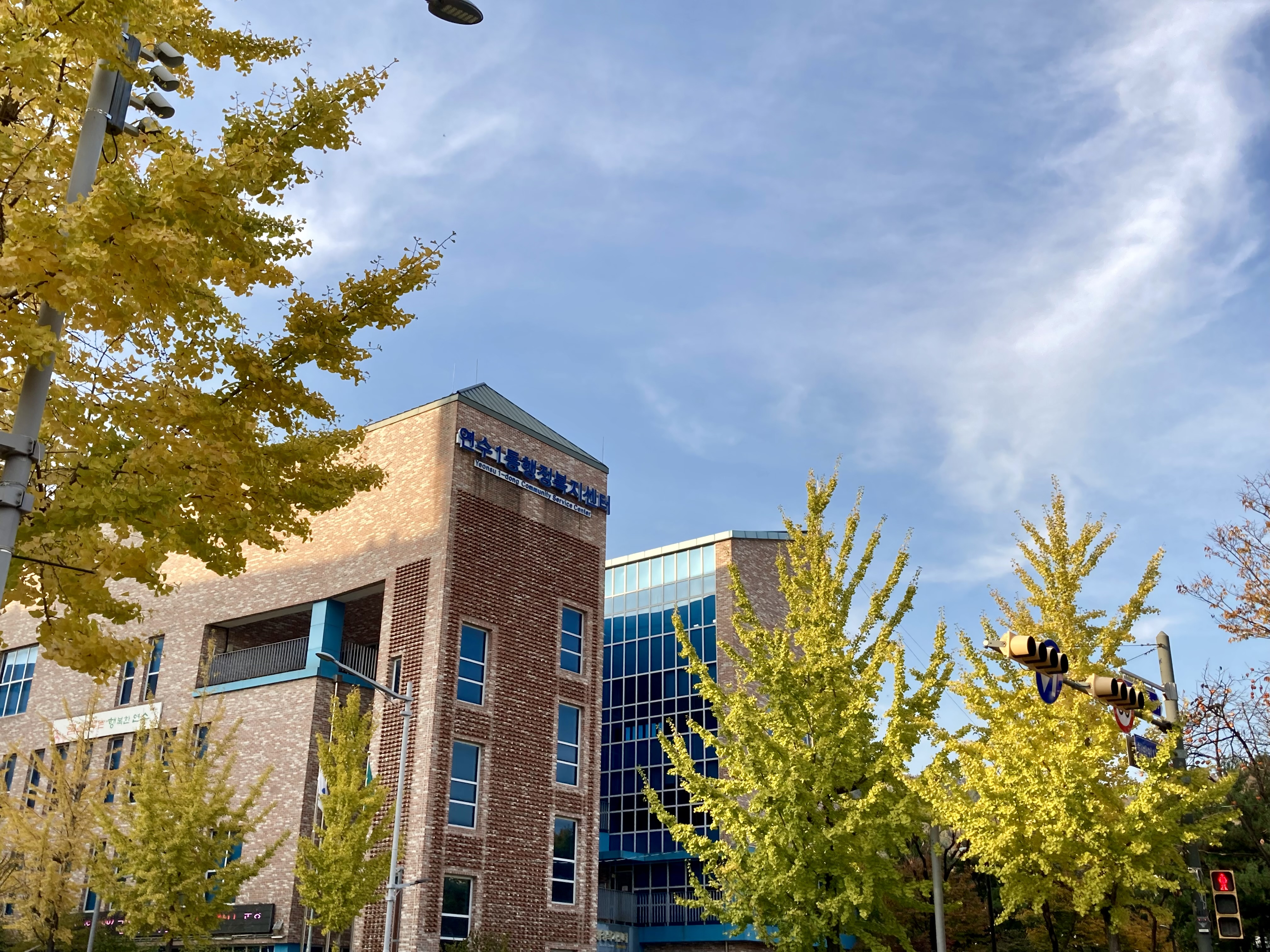
연수1동행정복지센터
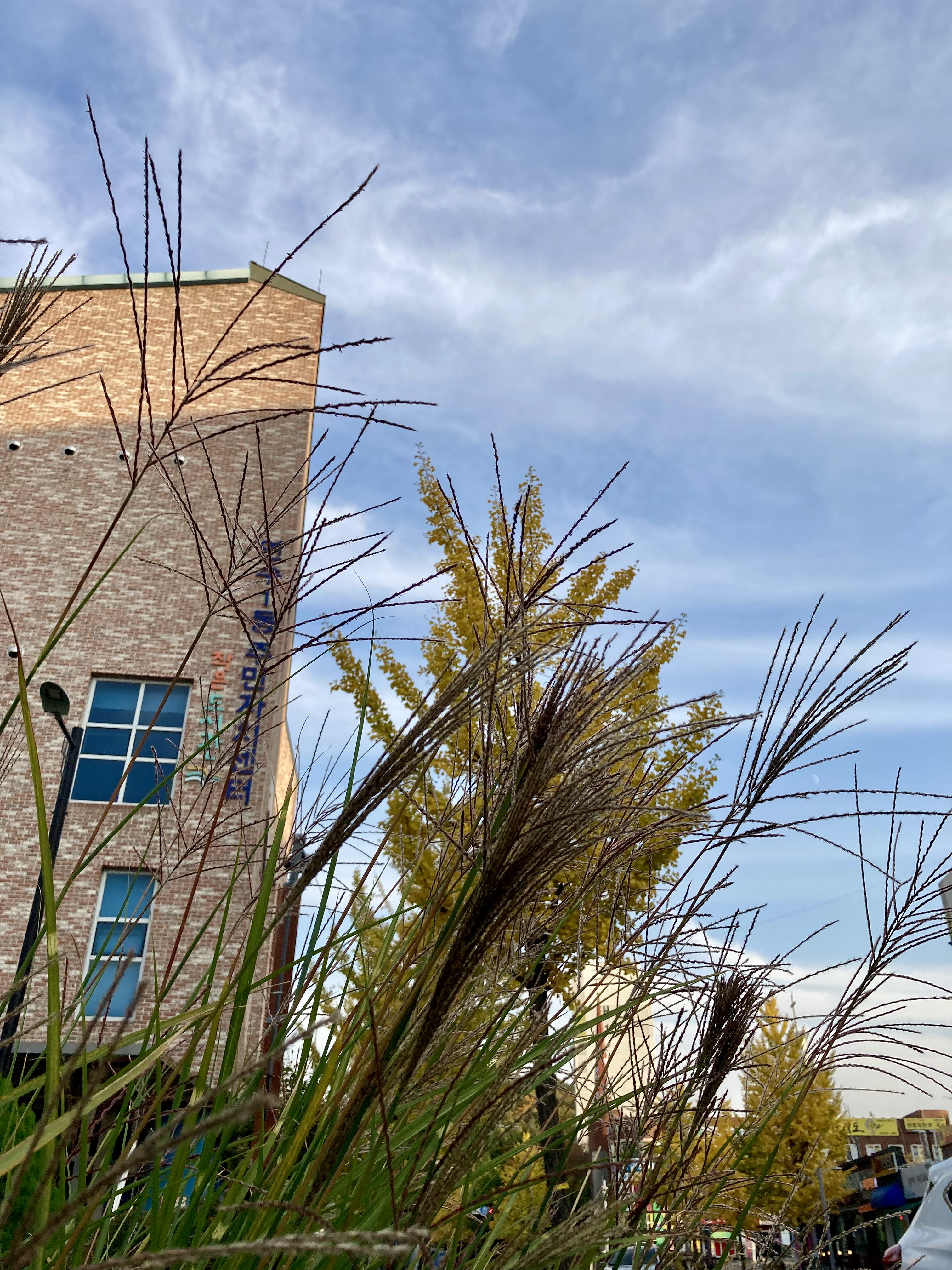
연수1동행정복지센터 가을
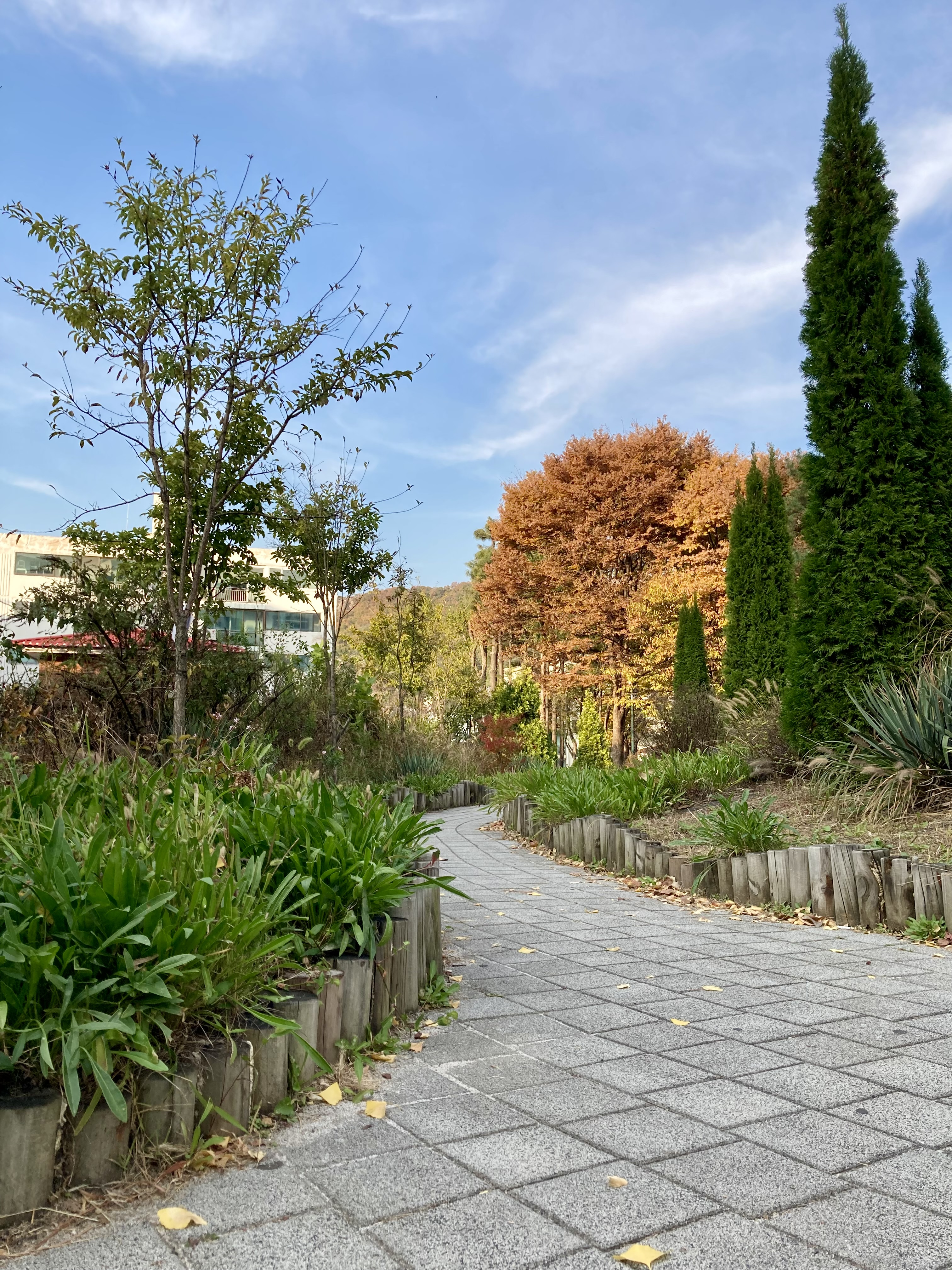
연수1동행정복지센터 공원
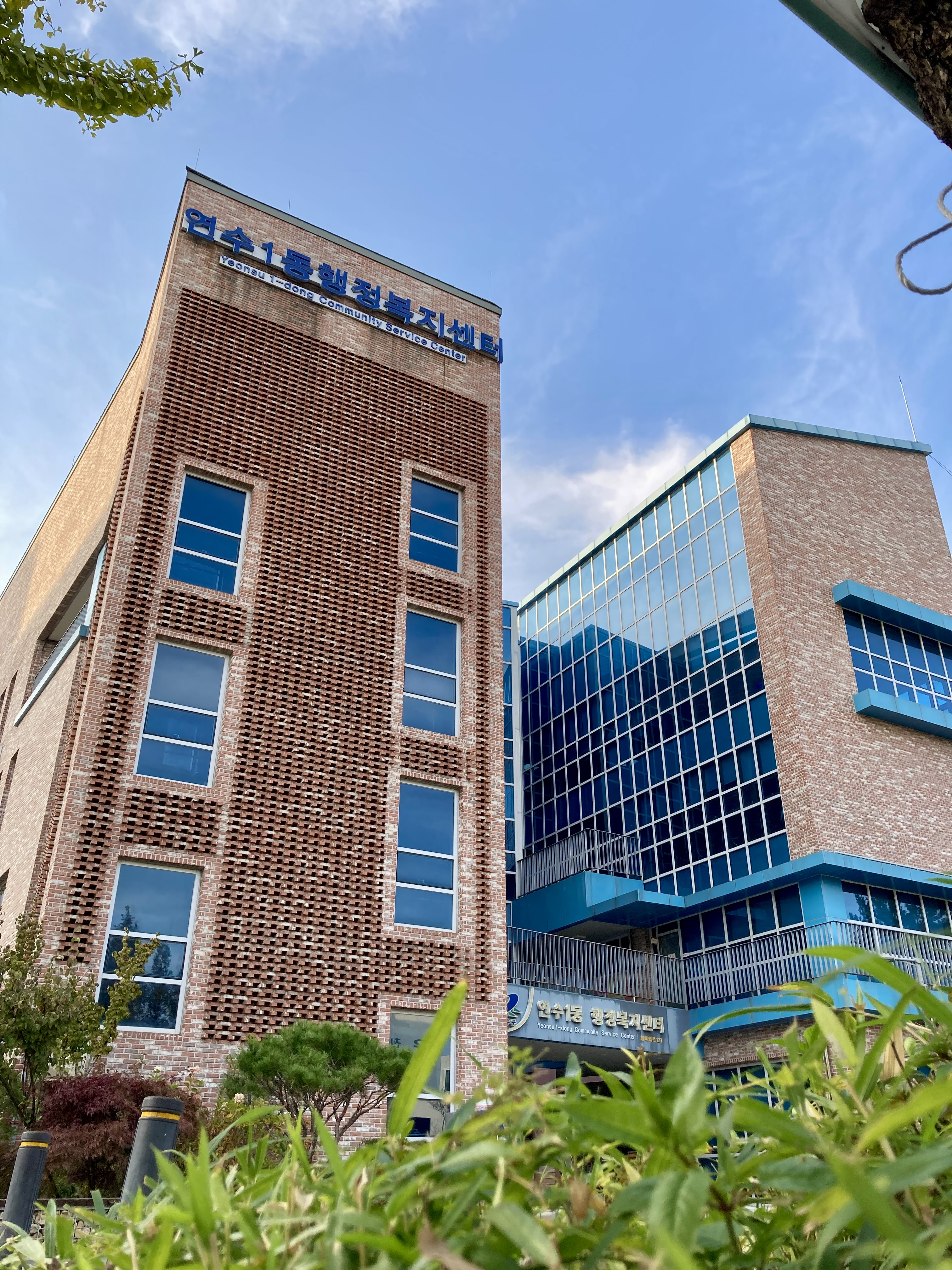
연수1동행정복지센터 외관
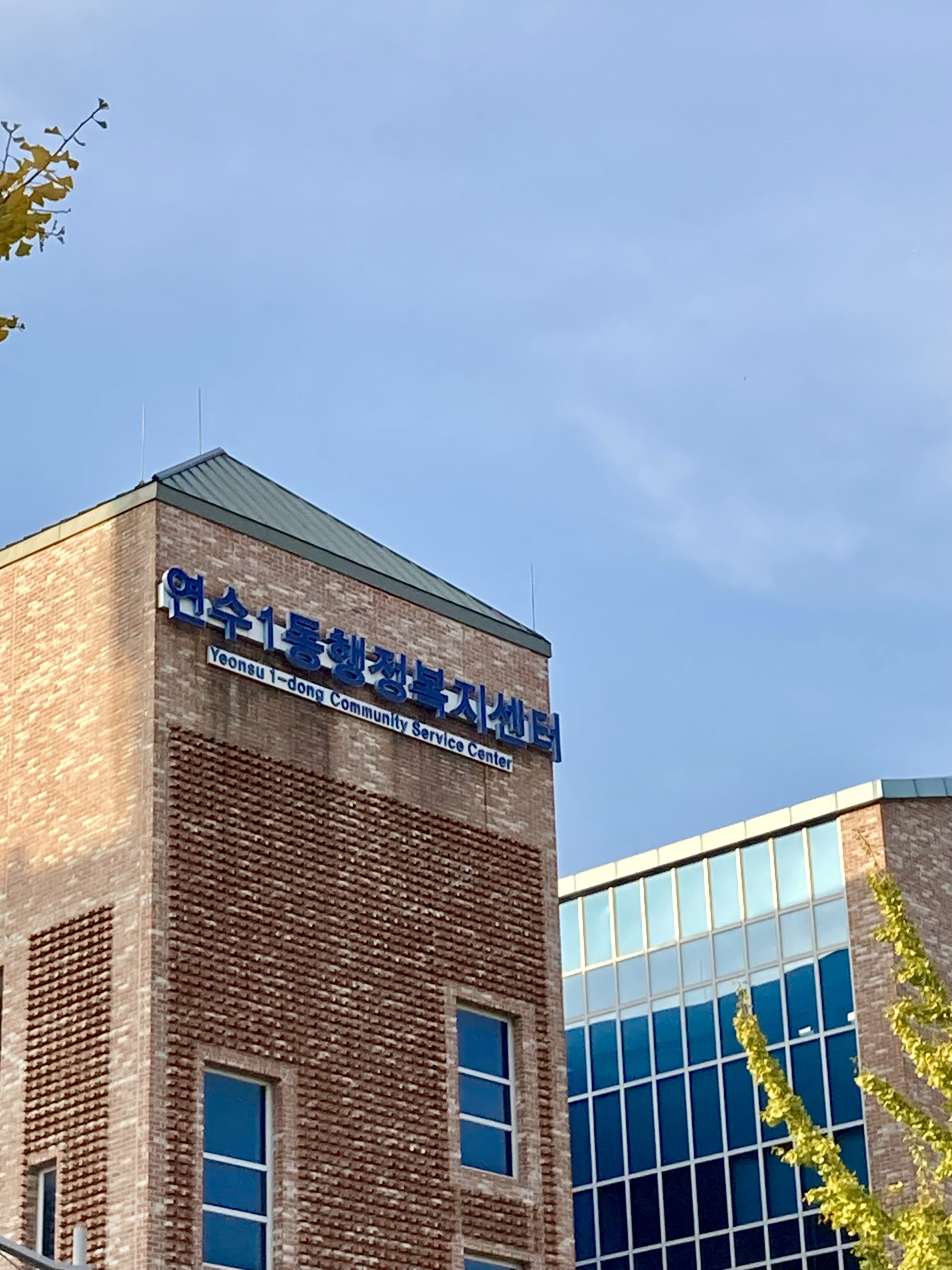
연수1동행정복지센터 간판
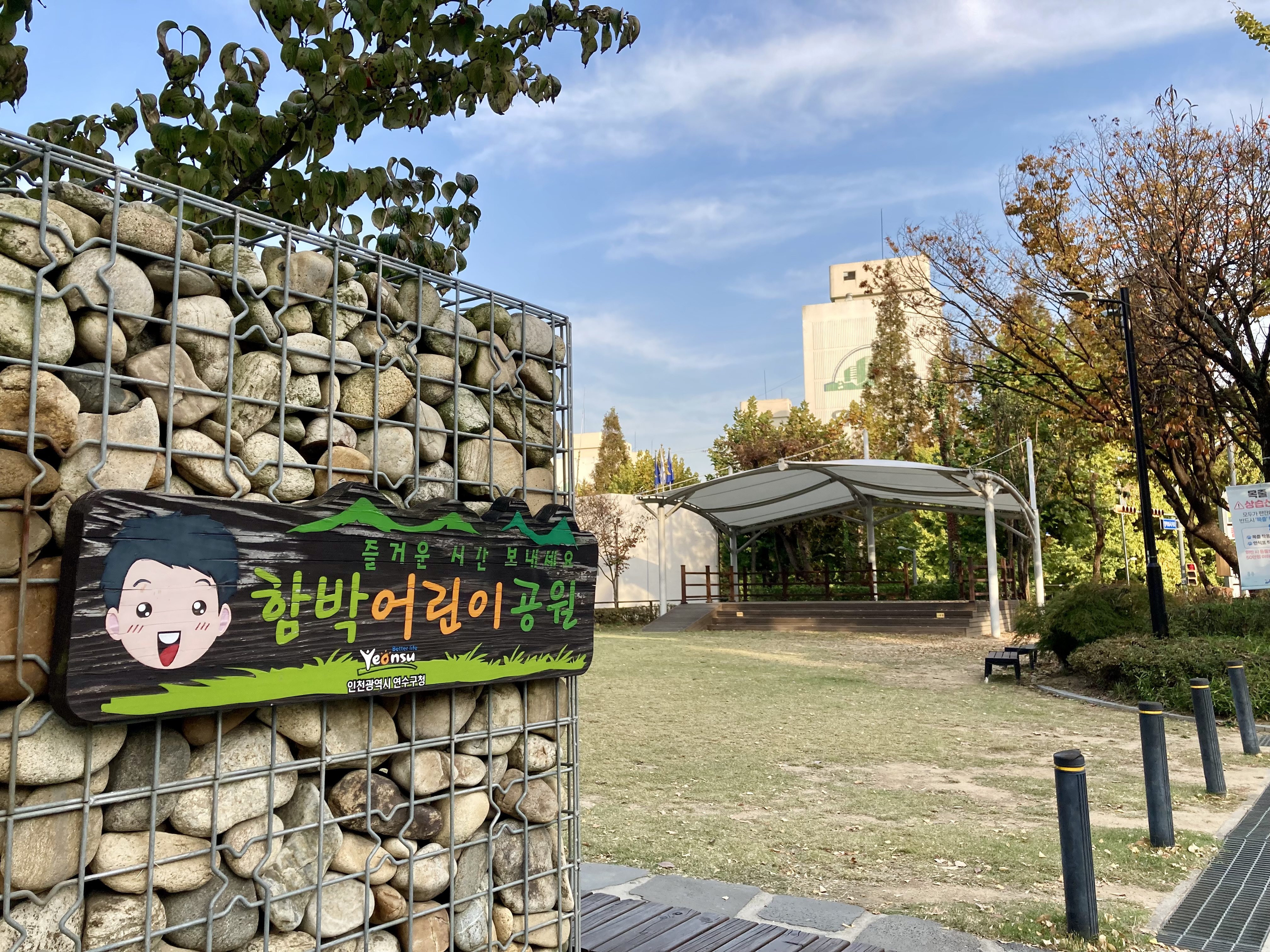
연수1동 행정복지센터 함박어린이공원
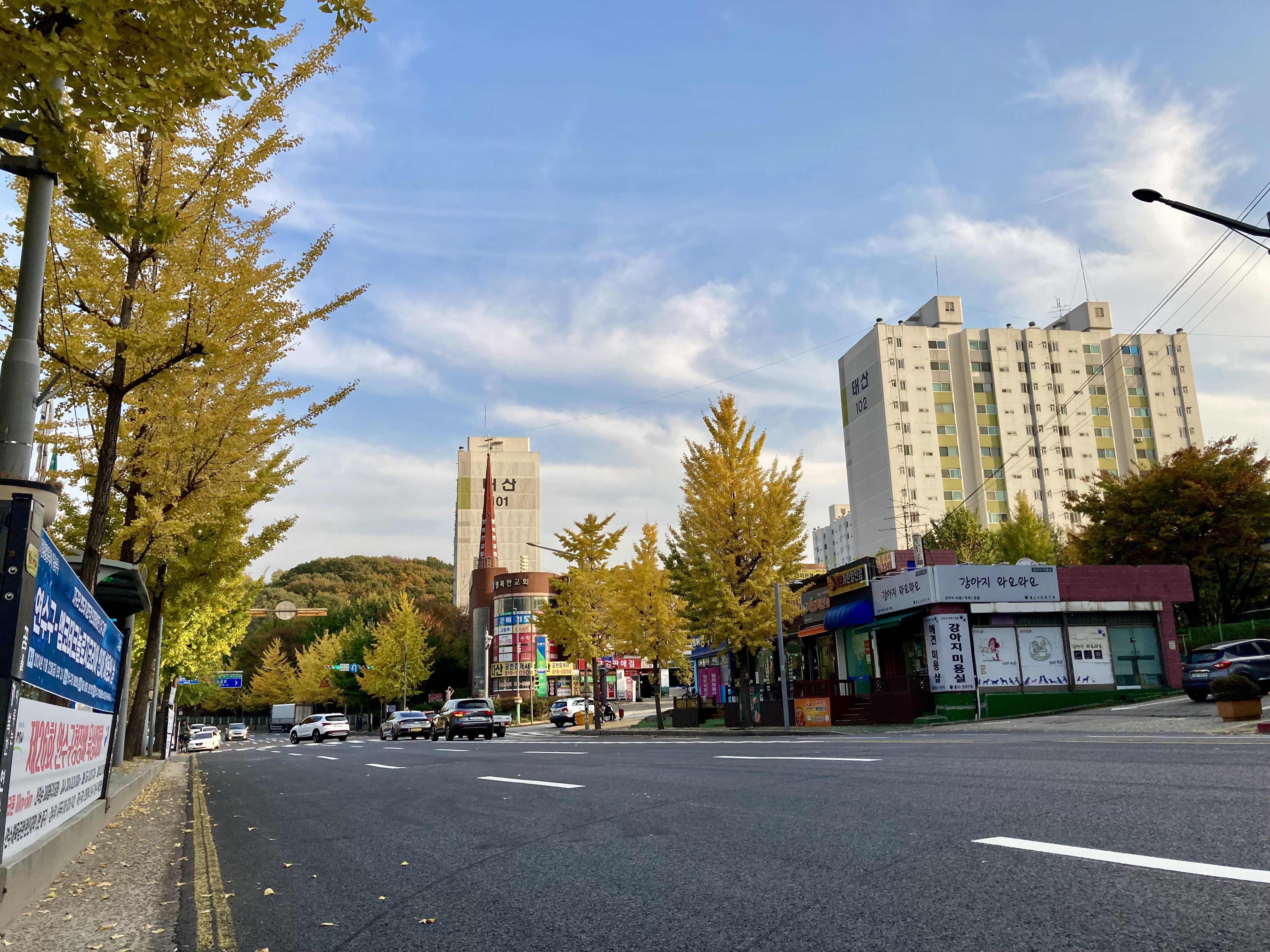
연수1동 가을풍경
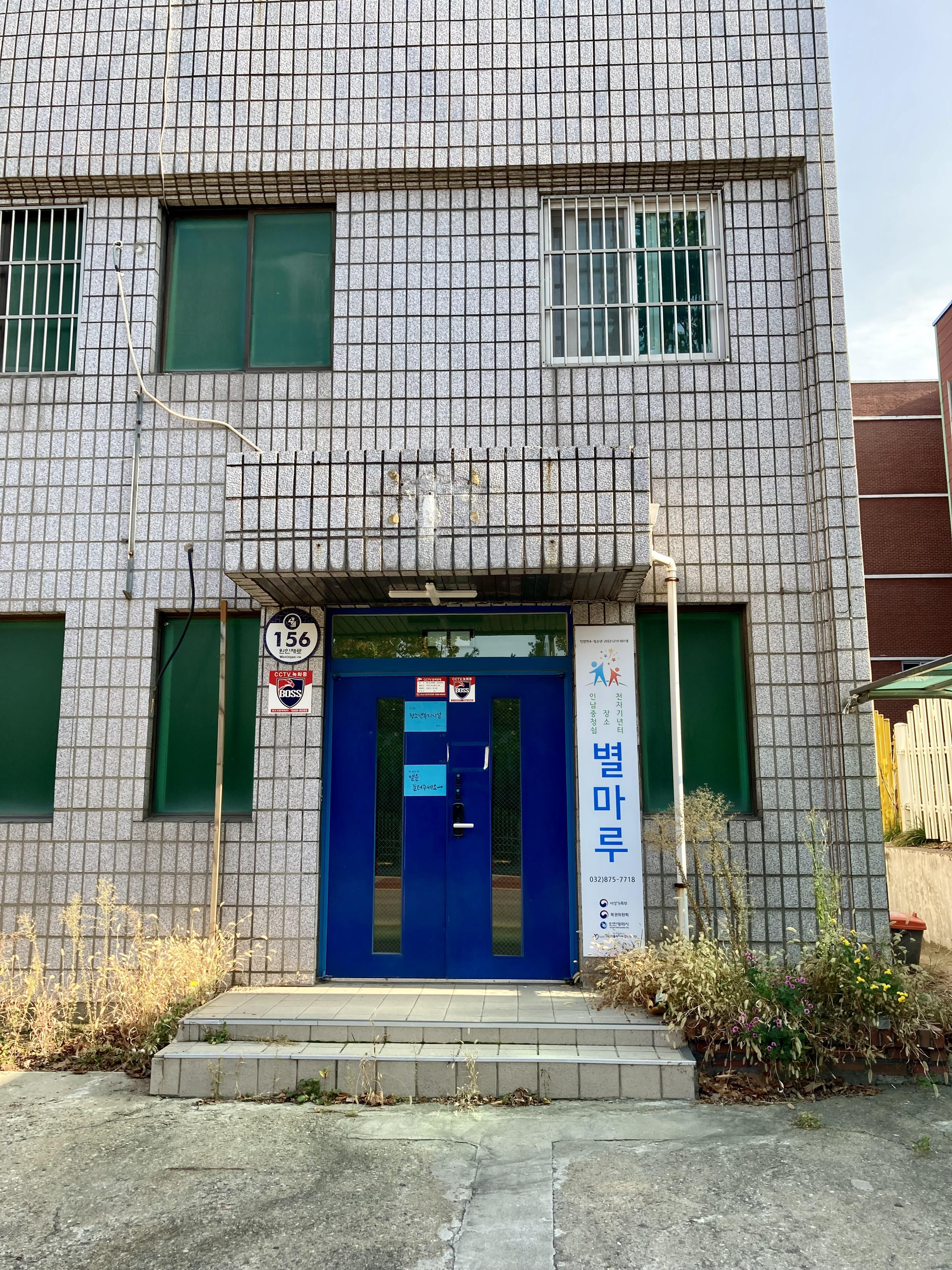
연수2동 별마루 건물
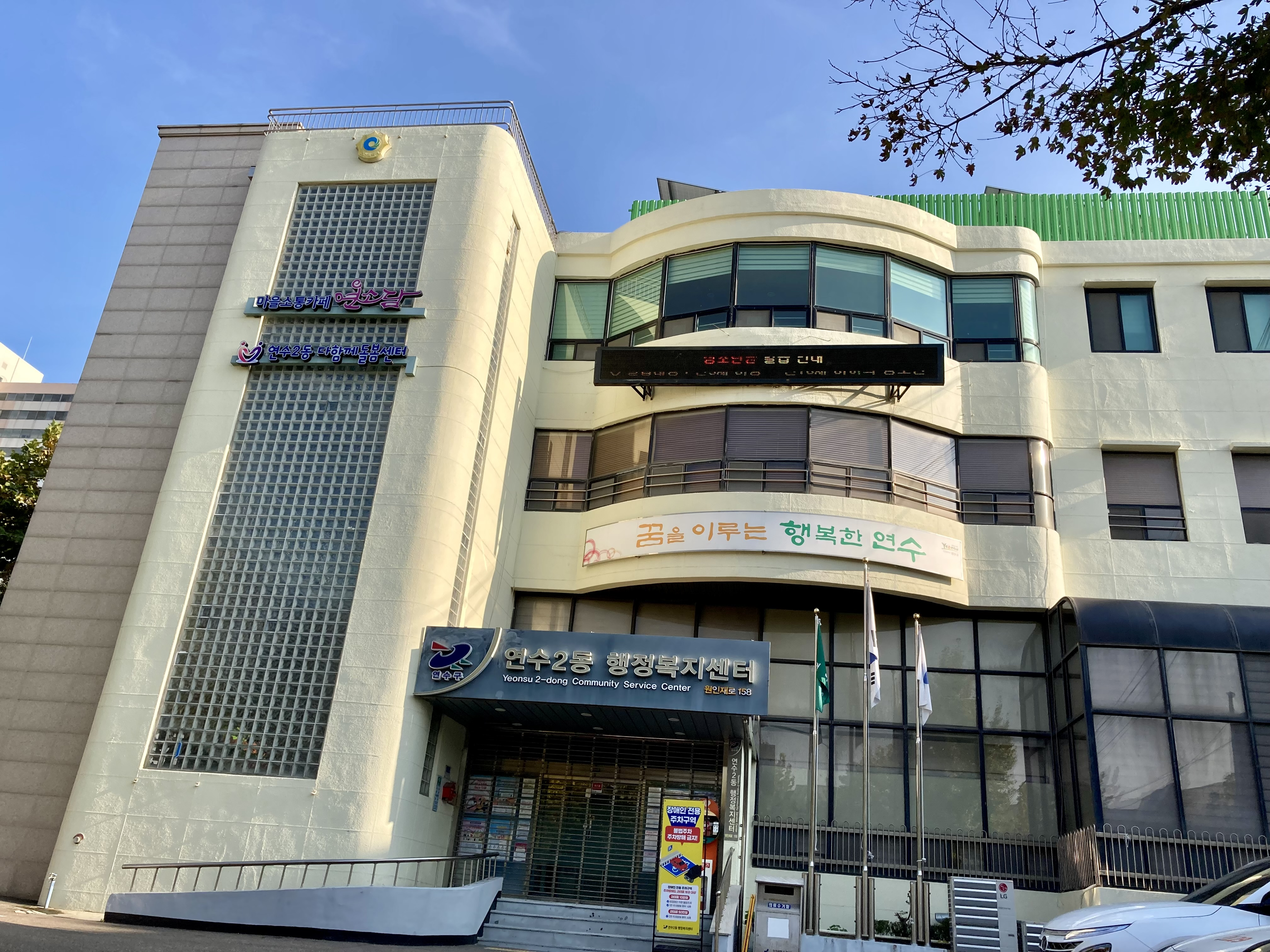
연수2동 행정복지센터 입구

## 교육
- 인천문남초등학교
- 인천연수초등학교
- 인천연화초등학교
- 인천중앙초등학교
- 인천함박초등학교
- 연수중학교
- 연화중학교
- 인천중학교
- 연수고등학교
- 인천여자고등학교
- 인천생활과학고등학교
- 가천대학교 메디컬캠퍼스

## 사건
- 2017년 1월 26일 : 연수동에서 15층 짜리 고층 아파트에서 화재가 발생, 1명이 숨지고 20여명이 긴급 대피하는 소동이 있음.